# 綿森
宗室綿森（1796年11月14日—1868年7月22日，嘉慶元年十月十五日戌時—同治七年六月初三日酉時），正藍旗滿洲人，左翼近支宗室正藍旗第二族綿字輩，永明額獨子，清朝官員、將領。官至刑部尚書、都統、總管内務府大臣，卒諡端愨。

## 生平
道光十年（1830年）九月，由效力筆帖式補授宗人府七品筆帖式。
十六年（1836年）三月，升宗人府委署主事。十七年（1837年）六月，題升主事。十九年（1839年）十月，題升宗人府副理事官。二十四年（1844年）四月，升任宗人府理事官。
二十六年（1846年）二月，京察列為一等，經吏部引見，記名以應升之缺升用。七月初五日，升任光祿寺少卿。九月，充任繙譯鄉試副考官。十月，直隸總督訥爾經額奏續修官剝船，調集於楊村，請派大員驗收，道光帝命綿森偕同通政使司副使黃贊湯前往楊村驗收。
二十七年（1847年）十二月初九日，升任太僕寺少卿。二十八年（1848年）二月二十九日，補進文職六班。二月二十四日，超擢內閣學士兼禮部侍郎銜。五月十七日，吏部奏派偕同莊親王奕仁、克勤郡王慶惠、戴熙、馮芝充任考試文童搜檢大臣。九月二十六日，吏部奏派偕同吉倫泰、奕毓充任考試繙譯筆帖式閱卷大臣。十二月十一日，吏部奏派偕同麟魁、宗室恩華充任考試盛京筆帖式閱卷大臣。
二十九年（1849年）正月十四日，兼授正黃旗漢軍副都統；二月初五日，值年旗奏充稽察內七倉大臣。二月二十六日，內閣奏派充稽察中書科事務。四月十六日，禮部奏派充各省繙譯試卷閱卷大臣。五月十一日，派充考試滿教習大臣。六月初六日，派充滿洲繙譯閱卷大臣。六月二十三日，授盛京刑部侍郎，綿森以母親年紀九十歲，家中無其他男丁，陳請留在京師侍親，由宗人府代奏，獲准。六月二十五日，改授理藩院左侍郎。八月初三日，刑部奏派覆核朝審大臣。九月二十二日，派充繙譯鄉試覆試閱卷大臣。十一月十三日，兼授鑲白旗漢軍副都統。
三十年（1850年）三月，服闕。四月二十四日，派充考試滿洲繙譯閱卷大臣。五月初四日，兼充管理正藍旗宗室總族長。九月初八日，派充覆核朝審大臣。九月十二日，署理正黃旗護軍統領、正紅旗蒙古都統。
咸豐元年（1851年）正月十一日，署理前鋒統領及鑲白旗護軍統領。七月二十二日，派充覆閱京口與荊州駐防考取筆帖式試卷大臣。八月二十七日，派充覆核朝審大臣。
二年（1852年）二月，充任查齋大臣。七月二十六日，派充隨扈大臣。九月初二日，派赴清東陵查看紅樁。十月二十四日，派充管理值年火藥局事務大臣。
三年（1853年）五月二十六日，署理戶部左侍郎兼管理三庫大臣。八月十六日，派充覆核朝審大臣。十二月初六日，綿森以捐輸報效餉需，交宗人府議敘。十二月十五日，派充考試繙譯筆帖式閱卷大臣。
四年（1854年）正月初八日，署理鑲藍旗護軍統領，二十九日，兵部奏派充揀選營員大臣。二月初四日，派充查齋大臣；初五日，充經筵前引大臣、護宴大臣；十二日，充歷代帝王廟兩廡分獻大臣。三月初三日，充先農壇進耒耜大臣；初六日，充鑲白旗管理新舊營房大臣；初八日，稽察北新倉，並充任崇文門右翼監督。三月十八日，兼署鑲藍旗護軍統領。四月初六日，派充查城大臣。奏報開放甲米品質不堪食用，倉內存米黑白成色不一攙和之弊端、根究顯有不實不盡，奏請派員複查，並先將監督處分，都獲採納。五月，為妻服喪請假。八月二十七日，代舒興阿署理直隸泰寧鎮總兵。十月，奏修昌陵竣工。十二月，奏續修黃新莊行宮工程事項。
五年（1855年）三月初二日，因正任總兵慶祺返回，綿森卸署回京。四月二十七日，簡派稽察左翼寶坻等四處駐防大臣，次日奏請將兵丁俸餉變通支領，獲准。五月十五日，授直隸馬蘭鎮總兵兼總管內務府大臣。十月二十九日，奏因夏秋二季兵餉未發，請動用永濟庫庫平銀一千二百兩接濟兵餉。
六年（1856年）十月十七日，奏報緊急修繕陵寢工程、補鹿經費事宜。七年（1857年）四月二十日，奏請將馬蘭鎮屬下各營汛官兵俸餉變通支領、嗣後造冊送交通永道核准後派員赴直隸布政使司藩庫領款，以便按期發放，以免遲延，都獲准實行。七月，以裕陵禮部員外郎特克登額強求差使、讀祝官覺羅普興遲到曠職，奏劾均革職。
八年（1858年）九月初十日，擢任都察院左都御史。十月初五日，回京，初八日，署理鑲藍旗漢軍都統。十月十三日，派充揀選贊禮郎大臣，十八日，派充揀選廣西貴州州縣通判大臣，二十日，派充磨勘各省繙譯試卷大臣。十月二十九日，賜紫禁城騎馬。
九年（1859年）正月二十六日，受咸豐帝召見。二月初九日，派充文會試搜檢大臣，二十七日，充會試稽察大臣。三月初八日，署理正紅旗漢軍都統。四月十九日，派充繙譯殿試閱卷大臣。五月初四日，署理工部尚書。五月十八日，充查齋大臣，二十六日，受召見。妻閱，派充繙譯錄科閱卷大臣、文鄉試搜檢大臣、文鄉試稽察大臣、考試滿助教閱卷大臣。八月初六日，署理鑲白旗蒙古都統。八月十二日，派充覆核朝審大臣。九月，派充揀選贊禮郎大臣、武會試磨勘試卷大臣、繙譯鄉試覆試閱卷大臣。十月初二日，補進文職六班。十一月十四日，因朝審覆核張汰聰謀殺胞弟張汰訓、呂鳳儀謀殺伊妻張氏二案時承辦錯誤、未能細心定擬，自請議處；受咸豐帝上諭嚴厲責備，交吏部依法議處。十二月初七日，授鑲藍旗漢軍都統；二十日，兼鑲藍旗管理新舊營房大臣；二十五日，充任值年旗大臣。
十年（1860年）二月二十四日，充庚申恩科八旗文會試監馬步射大臣。三月，充庚申恩科文會試專司稽察大臣，奏報外簾官工部候補主事李世芸未經入闈，查明議處。同月，先農壇耕耤，充進耒耜大臣。四月十一日，派充點驗軍器大臣；二十三日，派充庚申恩科殿試閱卷標識大臣。五月初四日，升任禮部尚書，兼管理太常寺事務大臣、管理鴻臚寺事務大臣。五月十四日，進內大臣班；二十九日，受邀於圓明園同樂園聽戲。六月十三日，調任工部尚書，兼署鑲白旗宗室總族長。六月二十日，充管理值年火藥局事務大臣。七月初二日，充值年河道溝渠大臣；十三日，稽察右翼宗學。八月十一日，充善撲營總統大臣。
十一年（1861年）正月二十九日，授總管內務府大臣。三月，奏請催促直隸、山東、河南欠解硝石。七月十九日，因咸豐帝駕崩，受顧命八大臣命令馳赴避暑山莊。九月初四日，調任刑部尚書，兼署工部尚書。十月，辛酉政變發生，綿森受命會同宗人府及大學士等定擬怡親王載垣、鄭親王端華、協辦大學士肅順罪名，十月初六日，與王大臣受兩宮太后召見詢問載垣等罪名是否有一線可以寬恕，綿森等人堅稱「罪大惡極，於國法無可寬宥」，同日前往宗人府傳旨令載垣等人自盡。同月，偕同大學士周祖培、吏部尚書全慶承辦平安峪定陵工程。十月二十七日，兼署兵部尚書。十一月，因會議祭天配位典禮，綿森與其他大臣有歧見卻又於覆奏時聯銜，上諭「事關大典，有無遷就之處著明白回奏」，綿森奏言「前次另行具摺，係受已革尚書陳孚恩語言蒙蔽，並非附和載垣等之意，此次公同列銜，亦非別有意見」。同月，督飭熱河總管毓泰核銷避暑山莊工程款。十二月，奉命辦理定陵工程，大學士彭蘊章奏報以往載垣辦理平安峪工程時一向扣銀一成，上諭要求查明後續派任官員領用工程款有無扣繳成數，綿森覆奏「此項節省一成銀兩，分別存儲，留備辦工，所有扣出銀一萬兩已存宗人府」，於是上諭從寬免議。
同治元年（1862年）七月，雲南學政張錫嶸奏請宗祀咸豐帝於大饗殿，以符合《孝經》明堂之義，初三日，兩宮太后諭綿森偕同王大臣會議，綿森等人隨即覆奏窒礙難行、無庸置議，兩宮太后又因事關典禮，召見詢問諸臣，綿森等人皆稱「稽之古禮，考之今制，事多窒礙，未可依行」，獲兩宮同意。七月初十日，因京師瘟疫傳染，奉派與文祥、步軍統領衙門施放藥劑；十七日，署理鑲白旗漢軍都統。八月初六日，署理吏部尚書。九月十四日，因恭謹辦理咸豐帝、孝德顯皇后葬儀禮成，上諭賞加三級。十月二十六日，監視處斬前兩江總督何桂清行刑。十一月十三日，充點驗軍器大臣。十二月初十日，因疏忽將承襲八品廕生李紹謨表單誤寫為富隆阿，遭下部議處。十二月二十六日，派充分賞麅鹿大臣。
二年（1863年）七月十八日，監視處斬前欽差大臣勝保行刑；二十九日，派充覆核朝審大臣。八月十六日，赴定陵查勘工程。十月初二日，充任紫禁城值年大臣；二十日，派充磨勘落第武舉大臣。十一月初九日，充點驗軍器大臣；二十日，充任冊封壽禧和碩公主正使。十二月初五日，查工完畢；十四日，充任值年河道溝渠大臣；十九日，管理犧牲所事務。
三年（1864年）二月十六日，兼充御藥房管理大臣。七月，清軍攻克江寧，上諭：「總管內務府大臣等平日在內廷行走、經理一切事務，夙夜在公，勤慎妥協。茲當江南厎定，喜報遄來，同深慶幸，恭親王、寶鋆、文祥業經加恩外，綿森、存誠、明善均著賞給紀錄一次。」七月二十五日，充崇文門副監督。九月初八日，署理鑲紅旗滿洲都統。十月初一日，綿森受命與戶部左侍郎吳廷棟前往察哈爾查辦察哈爾都統阿克敦布奏報明安旗商都牧群護軍那穆濟勒多爾濟與牧群總管舒濃棟魯普互相控告一案，旋即審明舒濃棟魯普徵歛餉銀、翼長察連泰私自挪用馬駒價銀屬實，並查出協領舒都爾古收取陋規，綿森及吳廷棟奏請分別按律定擬治罪，又奏請整頓牧群、清理積弊，都獲准實行。十月十四日，調任鑲紅旗滿洲都統。十一月二十六日，由察哈爾回京。
四年（1865年）二月十二日，充紫禁城值年大臣。二月二十三日，因巡視西城御史奎英擅自釋放在押人犯，經都察院奏報，諭令綿森與大學士周祖培會同都察院審理；隨後查明奎英未收賄，但擅放押犯屬實，徇情枉法，奏請革職，督理街道衙門御史佛爾國春受到囑託停止審訓押犯，未枉法但不合制，奏請議處，都獲准。三月初六日，署理鑲白旗漢軍都統；十四日，充神機營管理大臣。四月十二日，署理兵部尚書。四月二十一日，派充殿試閱卷標識大臣；二十七日，充管理雍和宮事務大臣、御茶膳房管理事務大臣。五月初一日，兼管理奉宸苑事務大臣；二十五日，充管理新舊營房大臣；二十八日，充值年河道溝渠大臣。六月初六日，署理文淵閣直閣事。七月二十六日，授內大臣。九月二十四日，咸豐帝梓宮奉安定陵地宮禮成，賞加二級，又以「工程整齊堅固，在工王大臣等敬謹將事」，賞戴花翎。十月，派充大考翎緞王公。十一月初十日，派充點驗軍器大臣。
五年（1866年）正月二十二日，充任神機營專操大臣。三月十九日，偕同吏部左侍郎毛昶熙馳驛前往易州直隸州查辦純堪參奏奕樑、文俊於昌西陵管圈人剋扣牛羊豆草各款事件。四月，绵森奏：「純堪於牛羊口分，意在實領實餧，不應變價糜費。而奕樑、文俊意在於一應津貼祭品，援照舊章通盤籌畫，以期辦理兩無窒礙，其意見不合之處尚屬因公…文俊於年老疾病乘轎，並未奏請，輒役使官軍擡轎，實屬不合，奕樑失察家人收受規禮、純堪於家人瑚圖哩接受規禮並不當時查究，亦有不合」，請分別議處；又查出書吏侵貪之弊端，按律懲治；另奏報各牛羊圈借用牛羊隻數不同、辦理祭品桌數不一、津貼數目多寡不等，必須通盤籌劃、明定章程，都獲議准實行。四月二十五日，回京。八月二十日，绵森奉命偕同大學士周祖培、禮部尚書全慶、理藩院右侍郎英元赴定陵一帶勘查地勢。九月初四日，與戶部左侍郎譚廷襄馳赴河南查辦事件。十一月，绵森奏報湖北巡撫曾國荃參劾湖廣總督官文各款事由概略情形，十二月，覆奏查核曾國荃所參官文「貪庸驕蹇、欺罔徇私、寵任家丁、貽誤軍政」各項情節，並核對道員張開霽與官文的私人信件，核實官文沒有貪婪欺罔受賄等各項重罪，但動用竹木商捐銀款致送官員路費、應酬往來支出二萬數千兩銀之多，屬於浮濫開支，且擅自將投效委員楊汝緝延攬到幕府中辦理刑名錢穀事務並為其保舉官職、將已經咨保頂戴之人派充守門丁役，又不察家丁在外招搖經營錢莊，還收受屬員喜慶禮金，種種違制，請交吏部從嚴議處；於是諭旨將官文解總督任、回京當差，而濫用竹木商捐款一事，由歷年督撫賠款，一併議處歷年動支該款項的督撫、藩臬、道員。諭旨又明令嗣後該款解交布政使司庫，收支照數彙報，不准浮冒，並令戶部調查議奏沙市鹽局按月提解總督衙署的公款作何開銷、應保留或撤銷事項。十二月二十四日，充任值年河道溝渠大臣；二十九日，充國史館正總裁。
六年（1867年）二月初四日，充任值年河道溝渠大臣。四月初八日，署理管理戶部三庫事務大臣。五月，御史佛爾國春奏參绵森將收受湖北餽送各員清單咨送刑部，而清單內有出使外國人員、地方大吏，未經明卻調查奏明，辦理未免蒙蔽。上諭命绵森明白具奏，绵森隨後奏言：「歷年查辦事件之員只應於訓明後，將緊要情節及如何酌辦之處具摺陳奏，至全案卷冊向只送部備案，且濫支之款已議賠補、濫支之人已請懲處，亦足示警，其曾收受程儀、賻儀各員名載在送部清冊，人所共見，無從蒙蔽。況動用此款，其咎不在收受而在濫支，當日餽送之事，公私皆出有因，甚至路遠給資、親喪受賻，概罣吏議似非王道本乎人情之義，且亦瑣屑苛刻、不得大體，請仍照原案免議」，獲得允准。九月十八日，通政使于凌辰與侍郎魁齡等商辦南海工程意見不合，互相參奏，上諭由绵森與毛昶熙查辦；不久後绵森奏言：「南海工程尚無浮冒，惟各工以土方為斷，而土方算法，據算房梁椿則以周求徑，監督張錫齡則以徑求周，兩造各執一詞，調取奉宸苑算房、工部書吏，按依《算法統宗》環式合算，與梁椿原估大約相符，惟原估漏除占礙船塢一段，計多開土方五十餘方，合銀六十三兩有奇。據供稱趕辦工程以致漏除，尚非有心浮冒，究屬疏忽，請交該管官褫革示懲。監督張錫齡帶領私人干預官工，並不諳悉算法，始終固執，請交部議處」，獲得允准。十月十六日，充紫禁城值年大臣。十一月二十七日，敬事房失火，绵森因率官兵消防出力，勇於撲救，火勢快速熄滅，獲賞加三級。十二月，因腿部疾患，奏請改派差事。
七年（1868年）正月，參與廷臣宴席。二月二十五日，派充閱卷大臣。三月起，多次因病請假、奏請派員署理印鑰。六月初三日卒，年七十三歲。初四日遺摺奏入後，上諭「绵森老成端謹，辦事實心，宣力有年，克盡厥職」，追贈太子少保，賞給陀羅經被，派貝勒載治帶領侍衛十員前往奠祭，以尚書例賜卹，賞廣儲司銀五百兩辦理喪事，任內一切處分悉予開復，賜祭葬，諡端愨，子工部郎中奕沆以四五品京堂候補。

## 著作
- 《(道光)欽定宗人府則例》（纂修官）

## 家庭及關聯
- 高祖父：清聖祖（1654年—1722年）。
- 高祖母：良妃（1662年—1711年）。
  - 曾祖父：允禩（1681年—1726年），爵至廉親王，官至理藩院尚書、總理事務王大臣，雍正三年（1725年）因罪革爵、黜宗室，乾隆四十三年（1778年）復宗籍。
  - 曾祖母：張氏，張之碧之女，允禩之妾。
    - 祖父：弘旺（1708年—1762年），允禩長子，原封貝勒銜，雍正三年（1725年）因罪革爵、黜宗室，乾隆四十三年（1778年）復宗籍。
    - 祖母：榮氏，榮禧之女，弘旺之妾。

### 父母
- 父：永明額（1757年—1841年），弘旺三子，官至泰寧鎮總兵、陵寢守護大臣。
- 嫡母：西林覺羅氏，永明額正妻，德永之女。
- 繼母：蘇完瓜爾佳氏，永明額繼妻，烏隆保之女。
- 生母：薛氏，永明額妾，薛祿之女。

### 妻室
- 嫡妻：他塔喇氏，三等子哲臣之女。
- 妾：徐氏，徐寶善之女。

### 子嗣
綿森有四子。
- 長子：奕固（1817年—1820年），嫡母他塔喇氏所生，早卒。
- 次子：奕遐（1820年—1822年），嫡母他塔喇氏所生，早卒。
- 三子：奕松（1826年—1831年），嫡母他塔喇氏所生，早卒。
- 四子：奕沆（1841年—1879年），庶徐氏所生，廕生官至內閣侍讀學士。娶鈕祜祿氏，書齡之女。